# Santiago Aldama Alesón
Santiago Aldama Alesón (Quel, La Rioja; 7 de diciembre de 1968) es un exjugador de baloncesto español que con 2,13 metros de altura, jugaba de pívot. Es el padre de Santiago Aldama Toledo y cuñado de Santi Toledo, ambos también jugadores de baloncesto.

## Trayectoria

### Inicios
Se formó en la cantera del CAI Zaragoza, donde coincidió con otros jugadores que triunfarían en la ACB como Zapata, Quique Andreu o Fran Murcia entre otros.

### Profesional
Debutó en la ACB en 1988 con el equipo aragonés, donde jugó hasta 1990. 
Al año siguiente fue cedido al Magia de Huesca, que por aquel entonces vivía sus mejores momentos deportivos. 
Tras un año de cesión en el club oscense, regresó a Zaragoza, donde la marcha de Zapata y de Andreu le hicieron tener más minutos. 
En su segunda etapa en Zaragoza jugó tres temporadas, luego pasó al Club Baloncesto Valladolid por una temporada para en 1996 pasar a jugar en el Club Baloncesto Gran Canaria por dos años. 
Su última temporada en la élite la realizó en Portugal en las filas del FC Porto.

### Selección nacional
Con la selección absoluta española debutó el 5 de diciembre de 1990, y disputó 23 encuentros en total, incluyendo los Juegos Olímpicos de 1992 en Barcelona.